# Víznar
Víznar là một đô thị trong tỉnh Granada, Tây Ban Nha. Theo điều tra dân số 2005 (INE), đô thị này có dân số là 789 người.
37°07′B 03°35′T / 37,117°B 3,583°T